# Federación Nacional de Pencak Silat España
Federación Nacional de Pencak Silat España es la federación que se ocupa del desarrollo del silat en España. Es miembro de pleno derecho de la Federación Internacional de Pencak Silat (PERSILAT) desde 1984.

## Fundación
Se fundó a principios de los años 80 en Vizcaya con el objetivo de unificar todas las escuelas de silat del estado español bajo una misma federación independiente. Actualmente reconocida por las principales federaciones de artes marciales del momento; Karate, Taekwondo y Judo, así como por los departamentos correspondientes de Madrid y Vitoria.

## Historia
Desde su fundación topa con problemas para poder desarrollar su actividad de una manera autónoma. Debido a la legislación vigente no se permite una Federación de Pencak Silat como tal, por lo que no es hasta 1997 cuando se crea la Asociación legalmente constituida.

## La Sede
La sede de esta federación se sitúa en el barrio de Arkotxa perteneciente al término municipal de Zarátamo.

## Página principal
- Federación Española de Pencak Silat Archivado el 13 de marzo de 2016 en Wayback Machine.
- Larea & Co. International Legal Group[1]